# Giovanni Fabbian
Giovanni Fabbian (Camposampiero, 14 gennaio 2003) è un calciatore italiano, centrocampista del Bologna.

## Biografia
Nato a Camposampiero, è cresciuto con la famiglia nella frazione di Rustega.
Dopo aver frequentato un liceo scientifico a indirizzo sportivo e aver conseguito il diploma di maturità, si è iscritto alla facoltà di Economia e commercio.

## Caratteristiche tecniche
Possente fisicamente, eccelle soprattutto nell'intraprendente abilità di infiltrarsi nell'area avversaria per via della verticalità e dinamismo. Fabbian dimostra un approccio al gioco essenziale, con un numero limitato di tocchi e una gestione sobria del pallone. La sua caratteristica preminente è la sua abilità nel gioco senza palla. Eccelle nell'intensità difensiva, mostrando grande aggressività nei confronti degli avversari in campo, forza nei duelli corpo a corpo, e anche una bravura nelle letture di recupero della palla. La sua sagacia nei movimenti senza palla è particolarmente evidente. Spicca come centrocampista negli inserimenti, come sottolineato dal suo ex-allenatore Filippo Inzaghi.

## Carriera

### Club

#### Gli inizi, Padova ed Inter
Inizia la propria carriera calcistica nel San Domenico Savio, all’età di 7 anni è entrato a far parte nelle giovanili del Padova, in cui gioca dal 2010 al 2018, vincendo il Campionato Nazionale Under-15 Lega Pro nel 2018. Successivamente, nell'estate dello stesso anno, passa all’Inter, con cui disputa i campionati Under-17, Under-18 e primavera, vincendo l'edizione 2021-2022.

#### Prestito alla Reggina
Il 30 luglio 2022 viene ceduto in prestito secco alla Reggina, allenata da Filippo Inzaghi. Esordisce con gli amaranto, e di conseguenza per la prima volta tra i professionisti il 14 agosto 2022 nella gara di Serie B contro la SPAL; mentre segna la sua prima rete alla terza presenza stagionale, il 28 agosto, nella vittoria per 4-0 contro il Südtirol. Complice nella prima parte di stagione del raggiungimento sopra le aspettative del secondo posto, al giro di boa sia Fabbian che la squadra subiscono una decadenza, scivolando al settimo posto conclusivo, valido per la qualificazione ai play-off di Serie B, persi al primo turno. Conclude dunque la sua prima stagione tra i professionisti con 36 presenze e 8 reti, e venendo nominato come Migliore calciatore della Serie B 2023.

#### Bologna
Tornato inizialmente all'Inter, il 20 agosto 2023 viene acquistato a titolo definitivo dal Bologna per 5 milioni di euro con i nerazzurri che si riservano il diritto di recompra per 12 milioni entro il 2025, firmando un contratto quinquennale. Debutta in Serie A il 27 agosto 2023, a 20 anni, in occasione del pareggio per 1-1 contro la Juventus all'Allianz Stadium. La sua prima rete in Serie A è giunta alla seconda presenza, il 2 settembre, quando dopo essere entrato in campo nei minuti finali, realizza il gol decisivo per la vittoria 2-1 contro il Cagliari. Termina la sua prima stagione in Serie A, disputando 27 partite e segnando 5 gol. Il Bologna, dopo aver disputato un'ottima stagione, conclude al quinto posto, qualificandosi così per la Champions League e tornando a partecipare alle competizioni europee dopo 22 anni. 
Il 18 settembre 2024 esordisce nella massima competizione continentale nella partita contro lo Šachtar Donec'k, pareggiata per 0-0 . Il 14 maggio 2025 ha conquistato la Coppa Italia, disputando da titolare la finale vinta per 1-0 contro il Milan, facendo ritornare il trofeo a Bologna dopo 51 anni, garantendo alla squadra la qualificazione automatica all'Europa League, nonostante il nono posto in campionato.

### Nazionale
Nel novembre 2018 riceve la prima convocazione in nazionale Under-16. Nel 2022 con l'Under-19 disputa l'Europeo di categoria, raggiungendo la semifinale.
Il 27 marzo 2023 fa il suo debutto in nazionale Under-21, entrando al posto di Bove nel secondo tempo della partita amichevole vinta per 3-1 contro l’Ucraina a Reggio Calabria. Nel giugno 2025 viene convocato dal CT Carmine Nunziata per l'Europeo Under-21 organizzato in Slovacchia.

## Statistiche

### Presenze e reti nei club
Statistiche aggiornate al 25 maggio 2025.
| Stagione        | Squadra         | Campionato      | Campionato | Campionato | Coppe nazionali | Coppe nazionali | Coppe nazionali | Coppe europee | Coppe europee | Coppe europee | Altre coppe | Altre coppe | Altre coppe | Totale | Totale |
| Stagione        | Squadra         | Comp            | Pres       | Reti       | Comp            | Pres            | Reti            | Comp          | Pres          | Reti          | Comp        | Pres        | Reti        | Pres   | Reti   |
| --------------- | --------------- | --------------- | ---------- | ---------- | --------------- | --------------- | --------------- | ------------- | ------------- | ------------- | ----------- | ----------- | ----------- | ------ | ------ |
| 2022-2023       | Reggina         | B               | 36+1       | 8          | CI              | 1               | 0               | -             | -             | -             | -           | -           | -           | 38     | 8      |
| 2023-2024       | Bologna         | A               | 27         | 5          | CI              | 2               | 0               | -             | -             | -             | -           | -           | -           | 29     | 5      |
| 2024-2025       | Bologna         | A               | 30         | 3          | CI              | 4               | 1               | UCL           | 7             | 0             | -           | -           | -           | 41     | 4      |
| 2025-2026       | Bologna         | A               | -          | -          | CI              | -               | -               | UEL           | -             | -             | SI          | -           | -           | -      | -      |
| Totale Bologna  | Totale Bologna  | Totale Bologna  | 57         | 8          |                 | 6               | 1               |               | 7             | 0             |             | -           | -           | 70     | 9      |
| Totale carriera | Totale carriera | Totale carriera | 94         | 16         |                 | 7               | 1               |               | 7             | 0             |             | -           | -           | 108    | 17     |

### Cronologia presenze e reti in nazionale
| Cronologia completa delle presenze e delle reti in nazionale ― Italia under 21 | Cronologia completa delle presenze e delle reti in nazionale ― Italia under 21 | Cronologia completa delle presenze e delle reti in nazionale ― Italia under 21 | Cronologia completa delle presenze e delle reti in nazionale ― Italia under 21 | Cronologia completa delle presenze e delle reti in nazionale ― Italia under 21 | Cronologia completa delle presenze e delle reti in nazionale ― Italia under 21 | Cronologia completa delle presenze e delle reti in nazionale ― Italia under 21 | Cronologia completa delle presenze e delle reti in nazionale ― Italia under 21 |
| Data                                                                           | Città                                                                          | In casa                                                                        | Risultato                                                                      | Ospiti                                                                         | Competizione                                                                   | Reti                                                                           | Note                                                                           |
| ------------------------------------------------------------------------------ | ------------------------------------------------------------------------------ | ------------------------------------------------------------------------------ | ------------------------------------------------------------------------------ | ------------------------------------------------------------------------------ | ------------------------------------------------------------------------------ | ------------------------------------------------------------------------------ | ------------------------------------------------------------------------------ |
| 27-3-2023                                                                      | Reggio Calabria                                                                | Italia under 21                                                                | 3 – 1                                                                          | Ucraina under 21                                                               | Amichevole                                                                     | -                                                                              | 75’                                                                            |
| 17-10-2023                                                                     | Bolzano                                                                        | Italia under 21                                                                | 2 – 0                                                                          | Norvegia under 21                                                              | Qual. Europeo Under-21 2025                                                    | -                                                                              | 72’ 81’                                                                        |
| 16-11-2023                                                                     | Serravalle                                                                     | San Marino under 21                                                            | 0 – 7                                                                          | Italia under 21                                                                | Qual. Europeo Under-21 2025                                                    | 1                                                                              | 46’                                                                            |
| 21-11-2023                                                                     | Cork                                                                           | Irlanda under 21                                                               | 2 – 2                                                                          | Italia under 21                                                                | Qual. Europeo Under-21 2025                                                    | -                                                                              | 76’                                                                            |
| 22-3-2024                                                                      | Cesena                                                                         | Italia under 21                                                                | 2 – 0                                                                          | Lettonia under 21                                                              | Qual. Europeo Under-21 2025                                                    | 1                                                                              |                                                                                |
| 26-3-2024                                                                      | Ferrara                                                                        | Italia under 21                                                                | 1 – 1                                                                          | Turchia under 21                                                               | Qual. Europeo Under-21 2025                                                    | -                                                                              | 74’                                                                            |
| 4-6-2024                                                                       | Vitrolles                                                                      | Italia under 21                                                                | 4 – 3                                                                          | Giappone under 21                                                              | Torneo Maurice Revello 2024 - 1º turno                                         | 1                                                                              | cap. 46’                                                                       |
| 6-6-2024                                                                       | Aubagne                                                                        | Ucraina under 21                                                               | 4 – 0                                                                          | Italia under 21                                                                | Torneo Maurice Revello 2024 - 1º turno                                         | -                                                                              | cap. 46’                                                                       |
| 10-9-2024                                                                      | Stavanger                                                                      | Norvegia under 21                                                              | 0 – 3                                                                          | Italia under 21                                                                | Qual. Europeo Under-21 2025                                                    | -                                                                              | 87’                                                                            |
| 15-10-2024                                                                     | Trieste                                                                        | Italia under 21                                                                | 1 – 1                                                                          | Irlanda under 21                                                               | Qual. Europeo Under-21 2025                                                    | -                                                                              | 53’                                                                            |
| 15-11-2024                                                                     | Empoli                                                                         | Italia under 21                                                                | 2 – 2                                                                          | Francia under 21                                                               | Amichevole                                                                     | -                                                                              | 61’                                                                            |
| 19-11-2024                                                                     | La Spezia                                                                      | Italia under 21                                                                | 2 – 2                                                                          | Ucraina under 21                                                               | Amichevole                                                                     | 1                                                                              |                                                                                |
| 21-3-2025                                                                      | Venezia                                                                        | Italia under 21                                                                | 1 – 2                                                                          | Paesi Bassi under 21                                                           | Amichevole                                                                     | -                                                                              | 62’                                                                            |
| 24-3-2025                                                                      | Cittadella                                                                     | Italia under 21                                                                | 1 – 1                                                                          | Danimarca under 21                                                             | Amichevole                                                                     | -                                                                              | 54’                                                                            |
| 11-6-2025                                                                      | Trnava                                                                         | Italia under 21                                                                | 1 – 0                                                                          | Romania under 21                                                               | Europeo Under-21 2025 - 1º turno                                               | -                                                                              | 90’                                                                            |
| 14-6-2025                                                                      | Trnava                                                                         | Slovacchia under 21                                                            | 0 – 1                                                                          | Italia under 21                                                                | Europeo Under-21 2025 - 1º turno                                               | -                                                                              | 83’                                                                            |
| 22-6-2025                                                                      | Dunajská Streda                                                                | Germania under 21                                                              | 3 – 2 dts                                                                      | Italia under 21                                                                | Europeo Under-21 2025 - Quarti di finale                                       | -                                                                              | 102’                                                                           |
| Totale                                                                         |                                                                                | Presenze                                                                       | 17                                                                             |                                                                                | Reti                                                                           | 4                                                                              |                                                                                |

## Palmarès

### Club

#### Competizioni giovanili
- Campionato Primavera: 1

Inter: 2021-2022

#### Competizioni nazionali
- Coppa Italia: 1

Bologna: 2024-2025

### Individuale
- Gran Galà del calcio AIC: 1

Migliore calciatore della Serie B: 2023